# Lista de municípios de Rondônia por população

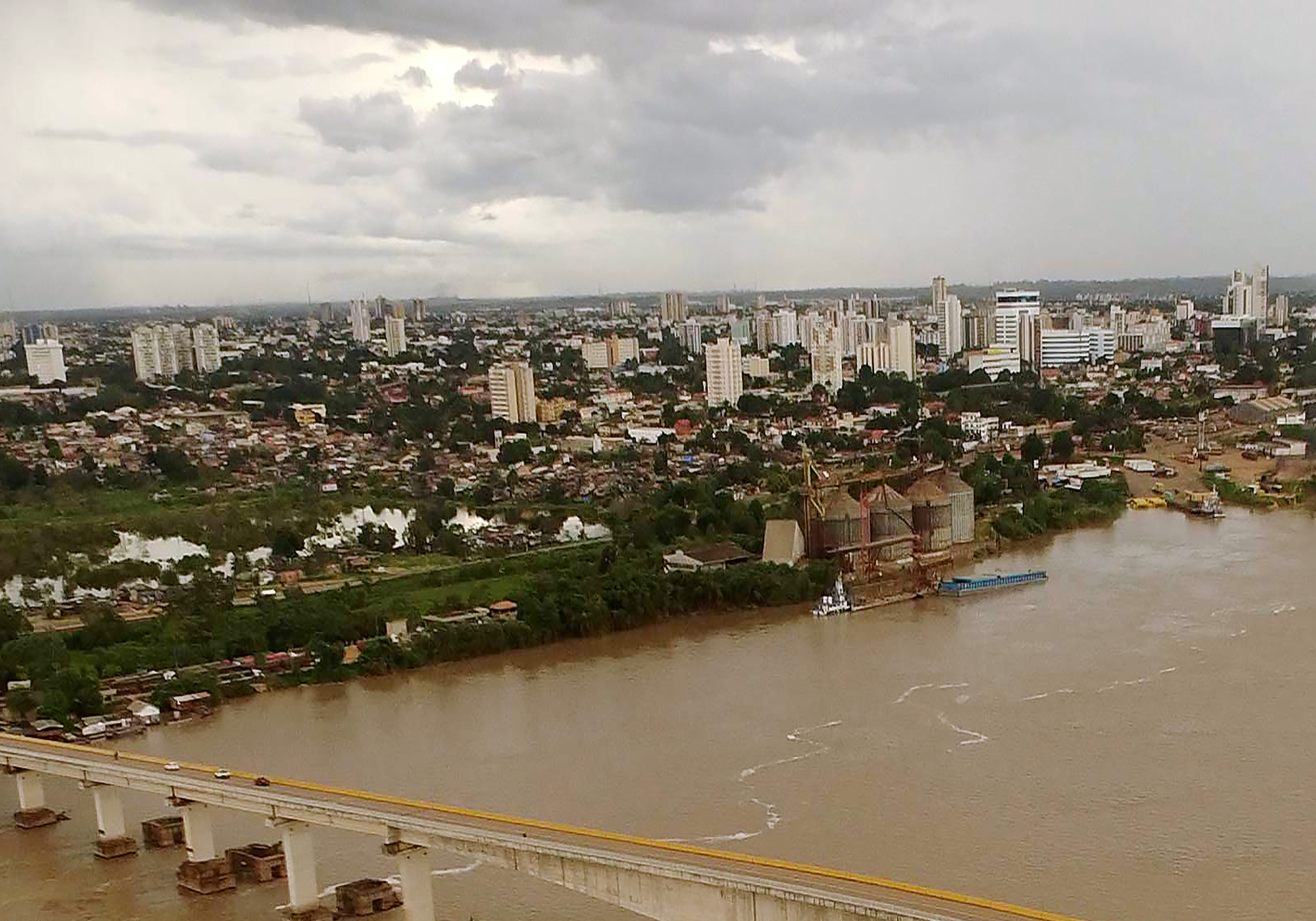
Porto Velho é a capital do estado e o município mais populoso.

Esta lista de municípios de Rondônia por população está baseada em estimativas  do IBGE para o ano de 2024.
Rondônia é uma das 27 unidades federativas do Brasil e é dividida em 52 municípios. O território rondoniense equivale a 2,79% do brasileiro e com 1.746.227 habitantes (0,78% da população brasileira), o estado possui a décima terceira maior área territorial e o vigésimo terceiro contingente populacional dentre os estados do Brasil.

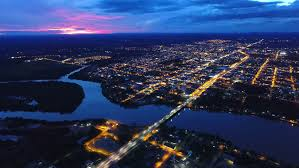
Ji-Paraná é o município mais populoso do interior do estado.

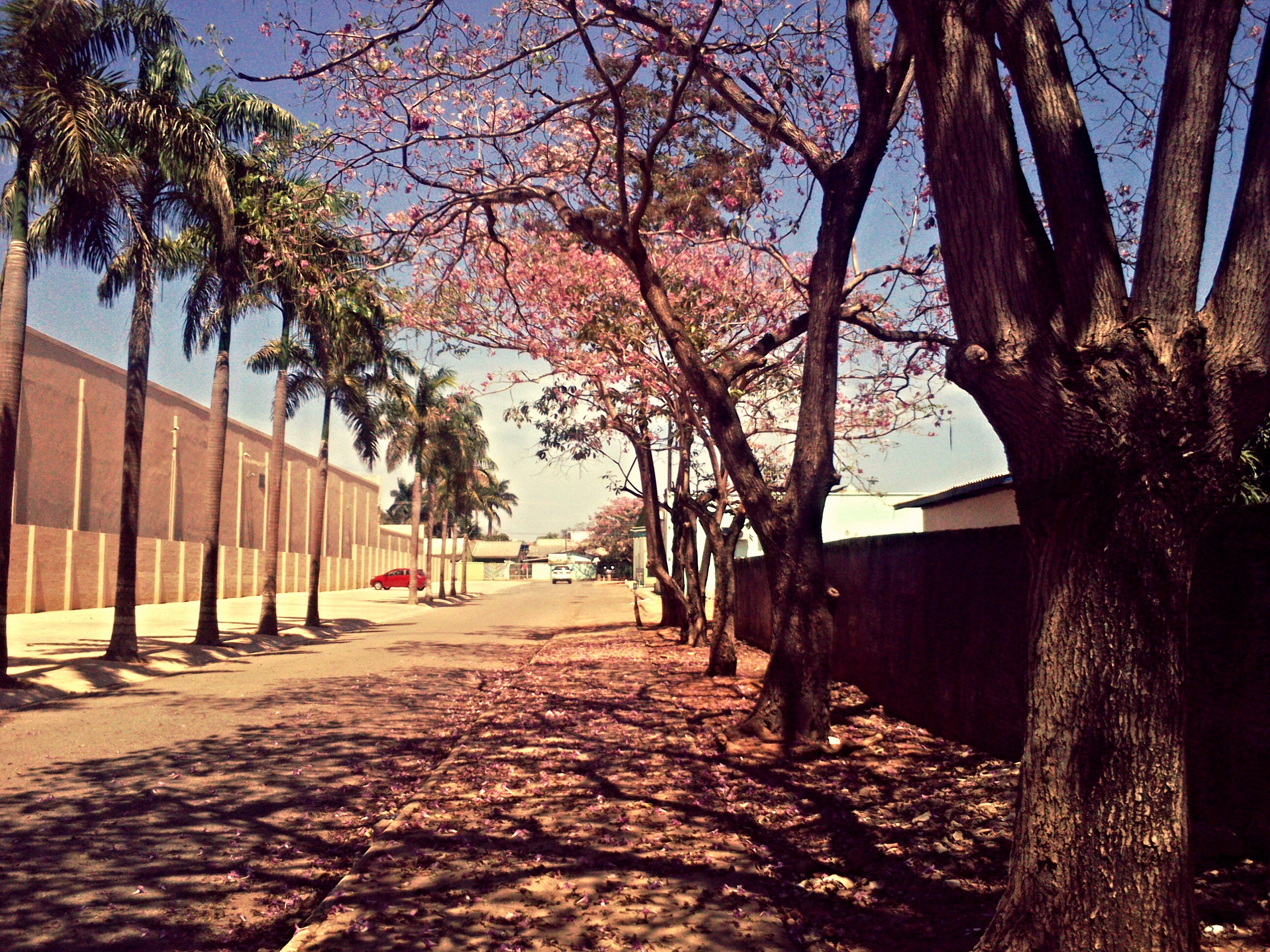
Ariquemes é o terceiro município mais populoso do estado.

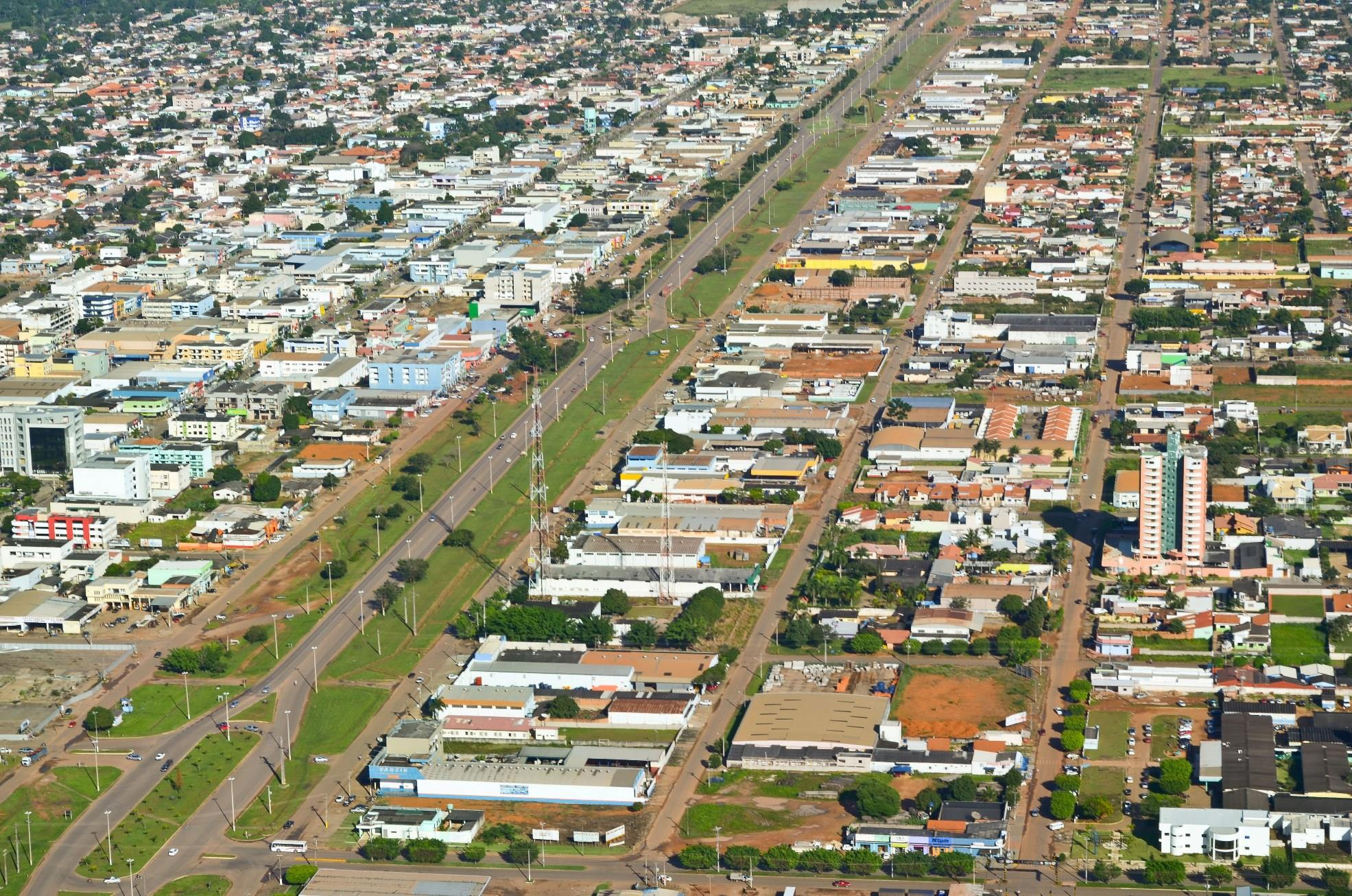
Vilhena é o quarto município mais populoso do estado.

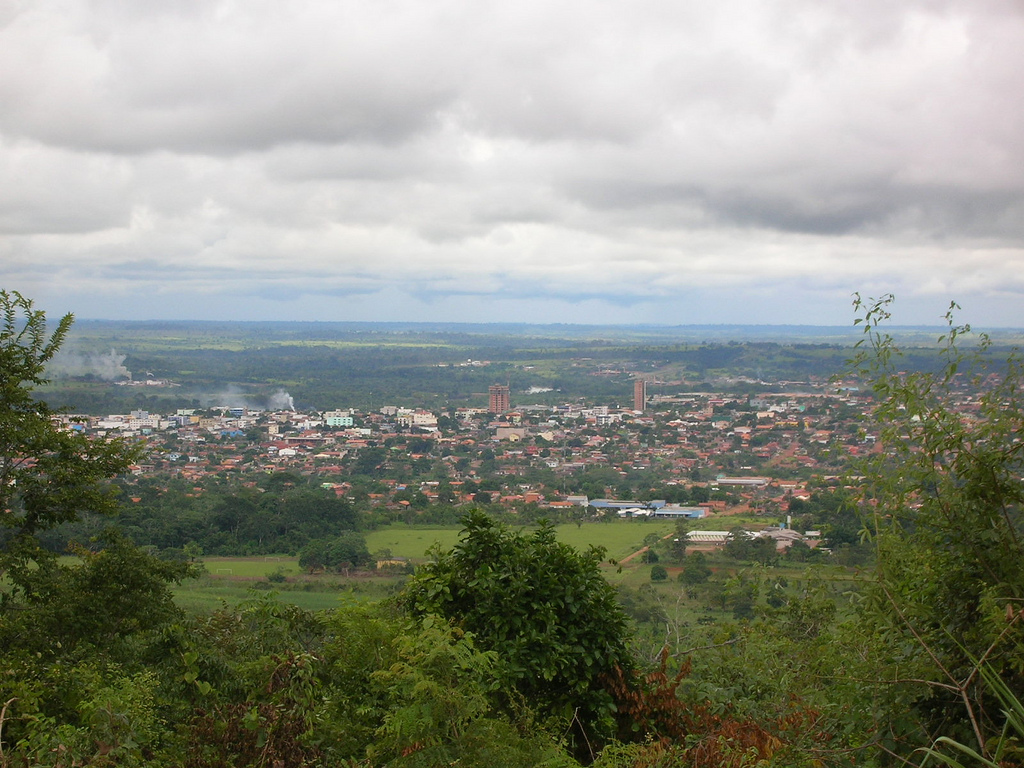
Cacoal é o quinto município mais populoso.

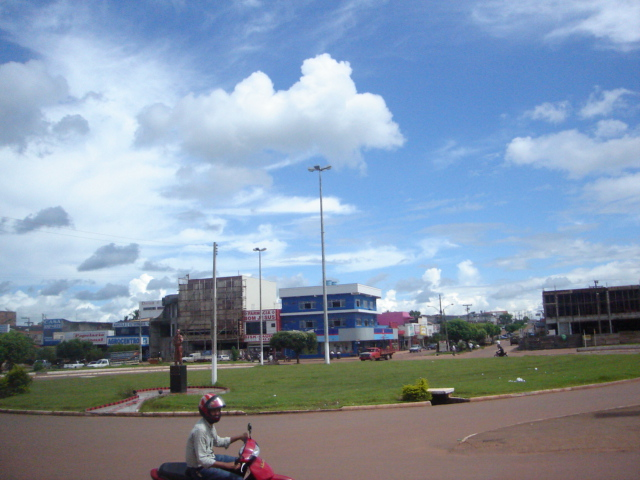
Rolim de Moura é o sexto município mais populoso do estado.

A cidade mais populosa de Rondônia é Porto Velho, a capital estadual, com mais de 500 mil habitantes. Em seguida, vem Ji-Paraná com aproximadamente 140 mil.

## Municípios
| Pos.  | Municípios                | População 2024 |
| ----- | ------------------------- | -------------- |
| 1     | Porto Velho               | 514 873        |
| 2     | Ji-Paraná                 | 139 359        |
| 3     | Ariquemes                 | 108 573        |
| 4     | Vilhena                   | 108 528        |
| 5     | Cacoal                    | 105 637        |
| 6     | Rolim de Moura            | 62 559         |
| 7     | Jaru                      | 55 583         |
| 8     | Guajará-Mirim             | 43 553         |
| 9     | Ouro Preto do Oeste       | 38 681         |
| 10    | Pimenta Bueno             | 39 053         |
| 11    | Machadinho do Oeste       | 34 063         |
| 12    | Espigão d'Oeste           | 32 717         |
| 13    | Buritis                   | 30 729         |
| 14    | Nova Mamoré               | 28 496         |
| 15    | Candeias do Jamari        | 24 163         |
| 16    | São Miguel do Guaporé     | 22 267         |
| 17    | Alta Floresta do Oeste    | 22 853         |
| 18    | Presidente Médici         | 20 518         |
| 19    | Alto Paraíso              | 17 463         |
| 20    | São Francisco do Guaporé  | 17 511         |
| 21    | Cerejeiras                | 16 975         |
| 22    | Nova Brasilândia do Oeste | 16 504         |
| 23    | Colorado do Oeste         | 16 588         |
| 24    | Cujubim                   | 15 883         |
| 25    | Alvorada do Oeste         | 13 837         |
| 26    | Costa Marques             | 13 522         |
| 27    | Monte Negro               | 12 241         |
| 28    | Alto Alegre dos Parecis   | 12 263         |
| 29    | Seringueiras              | 12 954         |
| 30    | Urupá                     | 11 377         |
| 31    | Chupinguaia               | 10 129         |
| 32    | Mirante da Serra          | 9 740          |
| 33    | Campo Novo de Rondônia    | 9 225          |
| 34    | Itapuã do Oeste           | 9 209          |
| 35    | Theobroma                 | 8 540          |
| 36    | Governador Jorge Teixeira | 8 420          |
| 37    | Vale do Anari             | 8 265          |
| 38    | Novo Horizonte do Oeste   | 8 056          |
| 39    | Corumbiara                | 8 001          |
| 40    | Santa Luzia do Oeste      | 7 877          |
| 41    | Vale do Paraíso           | 6 843          |
| 42    | Ministro Andreazza        | 6 657          |
| 43    | Nova União                | 6 577          |
| 44    | Cabixi                    | 5 690          |
| 45    | São Felipe do Oeste       | 5 605          |
| 46    | Teixeirópolis             | 4 536          |
| 47    | Cacaulândia               | 4 345          |
| 48    | Parecis                   | 4 390          |
| 49    | Rio Crespo                | 3 753          |
| 50    | Castanheiras              | 3 456          |
| 51    | Primavera de Rondônia     | 3 279          |
| 52    | Pimenteiras do Oeste      | 2 311          |
| Total | Rondônia                  | 1 746 227      |